# بوناته سوپرا
بوناته سوپرا (به ایتالیایی: Bonate Sopra) یک کومونه در ایتالیا است که در استان برگامو واقع شده‌است.

## خصوصیات
بوناته سوپرا ۵٫۹ کیلومترمربع مساحت و ۷٬۰۴۲ نفر جمعیت دارد و ۳۲۰ متر بالاتر از سطح دریا واقع شده‌است.